# Athiasella scaphosternum
Athiasella scaphosternum är en spindeldjursart som beskrevs av Lee och Hunter 1974. Athiasella scaphosternum ingår i släktet Athiasella och familjen Ologamasidae. Inga underarter finns listade.